# Могутово (Наро-Фоминський міський округ)
Могутово (рос. Могутово) – присілок у Наро-Фомінському районі Московської області Російської Федерації

## Розташування
Присілок Могутово входить до складу міського поселення Наро-Фомінськ, воно розташовано на схід від Наро-Фомінська. Найближчі населені пункти Савеловка. Присілок розташовано на березі річки Ільма

## Населення
Станом на 2010 рік у присілку проживало 2 людей